# Un canto de México
| Críticas profissionais | Críticas profissionais |
| Avaliações da crítica  | Avaliações da crítica  |
| Fonte                  | Avaliação              |
| ---------------------- | ---------------------- |
| Allmusic               | [ 1 ]                  |

Un canto de México (também conhecido como 100 Años De Música Mexicana) é um álbum ao vivo do cantor mexicano Alejandro Fernández.

## Faixas

### CD1
1. Obertura "Las Tres Raíces" (Eduardo Magallanes, Juventino Rosas, Antonio Soler) - 1:26
2. Alejandra (Enrique Mora) - 3:20
3. Nunca (Guty Cárdenas, Ricardo López Méndez) - 2:42
4. Morenita Mía (Armando Villarreal) - 3:34
5. Júrame (María Grever) - 4:23
6. Norteña De Mis Amores (Ricardo García Arellano) - 1:48
7. Ojos Tapatíos (José Elizondo Sagredo, Fernando Méndez Velázquez) - 3:30
8. Popurrí Agustín Lara (Noche De Ronda, Solamente Una Vez) (Agustín Lara) - 5:42
9. Granada (Agustín Lara) - 5:15
10. Popurrí Boleros (Reloj, El Andariego, Cuando Ya No Me Quieras, Si Dios Me Quita La Vida, Perfidia, Bonita, Luz y Sombra) (Roberto Cantoral; Álvaro Carrillo; Los Cuates Castilla; Luis Demetrio; Alberto Domínguez; Luis Alcaráz; Rafael Cárdenas, Rubén Fuentes) - 12:22
11. Como Yo Te Amé (Armando Manzanero) - 3:21
12. Bésame Mucho (Consuelo Velázquez) - 4:06

### CD2
1. Ella (José Alfredo Jiménez) - 1:59
2. De Un Mundo Raro (José Alfredo Jiménez) - 3:35
3. Cuando El Destino (José Alfredo Jiménez) - 2:30
4. Popurrí Bravío (Tú, Sólo Tú; Fallaste Corazón, Pelea De Gallos, Juan Charrasqueado, Cielo Rojo, No volveré) (Felipe Valdés Leal; Cuco Sánchez; Juan S. Garrido; Víctor Cordero; Juan Zaizar; José Alfredo Jiménez) - 9:04
5. Amanecí Entre Tus Brazos (José Alfredo Jiménez) - 3:29
6. Paloma Querida (José Alfredo Jiménez) - 1:34
7. Serenata Huasteca (José Alfredo Jiménez) - 1:51
8. Popurrí Vicente Fernández (Las Llaves De Mi Alma, Por Tu Maldito Amor, Mujeres Divinas, De Qué Manera Te Olvido) (Vicente Fernández; Federico Méndez; Martín Urieta; Federico Méndez) - 7:44
9. Popurrí Juan Gabriel (Ya Lo Sé Que Tú Te Vas, La Diferencia, Te Sigo Amando) (Juan Gabriel) - 8:18
10. Huapango (José Pablo Moncayo) - 8:37

## Tabela musical

### Álbum
| Ano  | Parada                              | Pico | Semanas na parada |
| ---- | ----------------------------------- | ---- | ----------------- |
| 2002 | Billboard Regional Mexican Albums   | 2    | 14                |
| 2002 | Billboard Top Latin Albums          | 6    | 22                |
| 2002 | Billboard Heatseekers               | 26   | 9                 |
| 2002 | Billboard Top Heatseekers (Pacific) | 2    | 2                 |

## Certificações
| Ano  | Vendas  | Certificação     |
| ---- | ------- | ---------------- |
| 2002 | 225.000 | : platina : ouro |